# Anthrax triatomus
Anthrax triatomus är en tvåvingeart som beskrevs av Hesse 1956. Anthrax triatomus ingår i släktet Anthrax och familjen svävflugor. Inga underarter finns listade i Catalogue of Life.